# 竹永事件

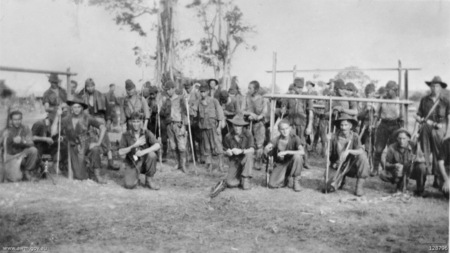
被俘的竹永军团将领（后排）和澳大利亚士兵（前排）。 这张照片是在他们被空运到艾塔佩之前拍摄的。 左起第三位澳大利亚士兵是排长C.H.Miles中尉。

竹永事件发生在太平洋战争结束后的1945年5月3日，竹永正治中佐率领的一支日军部队在东新几内亚（当时为澳大利亚领土，现为巴布亚新几内亚）向澳大利亚军队投降。在当时极度厌恶成为俘虏的日军中，这是极为罕见的有组织的投降事例。

## 事件经过
1945年3、4月间，日军第41师团第239步兵团在东新几内亚北海岸艾塔佩东南的特里克里山脉（萨南区）南侧追击澳军。 据《第41师团新几内亚作战史》记载，该团第2营在竹永正春中佐的率领下，于3月24日开始主动西进，远离向东撤退的该团主力。但根据竹永部队排长之一的中士的回忆录，该团主力反而在没有任何通信的情况下转移了，所以他们判断自己已经被抛弃，于是独立行动。
4月中旬(据村民说，12日)，约45名得永部队侵入只有几间房子的头村，寻找粮食。 村民们手持长矛和手榴弹，向日军发起攻击，日军开始寻找食物，一场战斗就此展开。 村民们很快就逃走了，但双方各有两人被杀。 竹永的部队第二天上午离开了头村，但仍留在附近。
从警察和居民的举报中得知竹永队的存在的澳大利亚陆军，在4月16日从第2/5大队中选出了由C·H·迈尔斯中尉率领的1个小队进行扫荡。
4月24日，迈尔斯小队与竹永队接触，发生枪战，日方2人阵亡。
竹永的部队暂时摆脱了追击，但他们决定投降，没有再战。 士兵们把投降的条件用英文写在了他们随身携带的一张传单上，并把它绑在一根棍子上留下。 迈尔斯排的一名侦察员发现了传单，并将传单带回澳大利亚，5月2日，澳军在西部的翁古拉村附近发现了竹永的部队，并以当地人为向导，试图与他们取得联系。 日方有两人作为军事特使到村里访问，并与之谈判，次日，即5月3日，朱克庸的部队在翁古拉村投降并被解除武装。 当时，部队由竹永中佐和42人组成（军官5人、旅长4人、士兵33人），装备轻机枪5挺、步枪17支、手枪5支、子弹750发。俘虏们被迈尔斯小队护送到马普里克机场，进行了三天的行军，然后从那里空运到伊塔佩。
其他日军一直在寻找高勇部队，以为该部队迷路或其他原因失踪了，但他们从澳军散发的宣传单上得知该部队投降的消息。

### 讨论投降的决定过程
关于竹长决定投降的过程，有两种说法：一种说是部队所有成员都确认了自己的意图，另一种说是高级军官才做出的决定。
据高桥文雄和畑郁彦依靠自己的研究，在竹永中佐等军官同意投降后，召集所有士兵确认其意图。 据高桥和畑说，一个连长告诉他们，投降是营长的命令，请赞成投降的人举手。 在没有举手的人中，约有一半的人得到了手榴弹，并被指示立即自杀，但最后所有的人都投票赞成投降。
相比之下，佐藤清彦认为，决策过程只由高级军官执行，而不是由整个集团执行。 据佐藤说，高桥和畑提到的证人否认他们接受过询问。 根据新的访谈和一位曾任排长的中士的回忆录，他推断出决策是由一个只由军官和士兵组成的执行委员会做出的，只有命令才会下达给士兵。